# Sistema de votação STAR

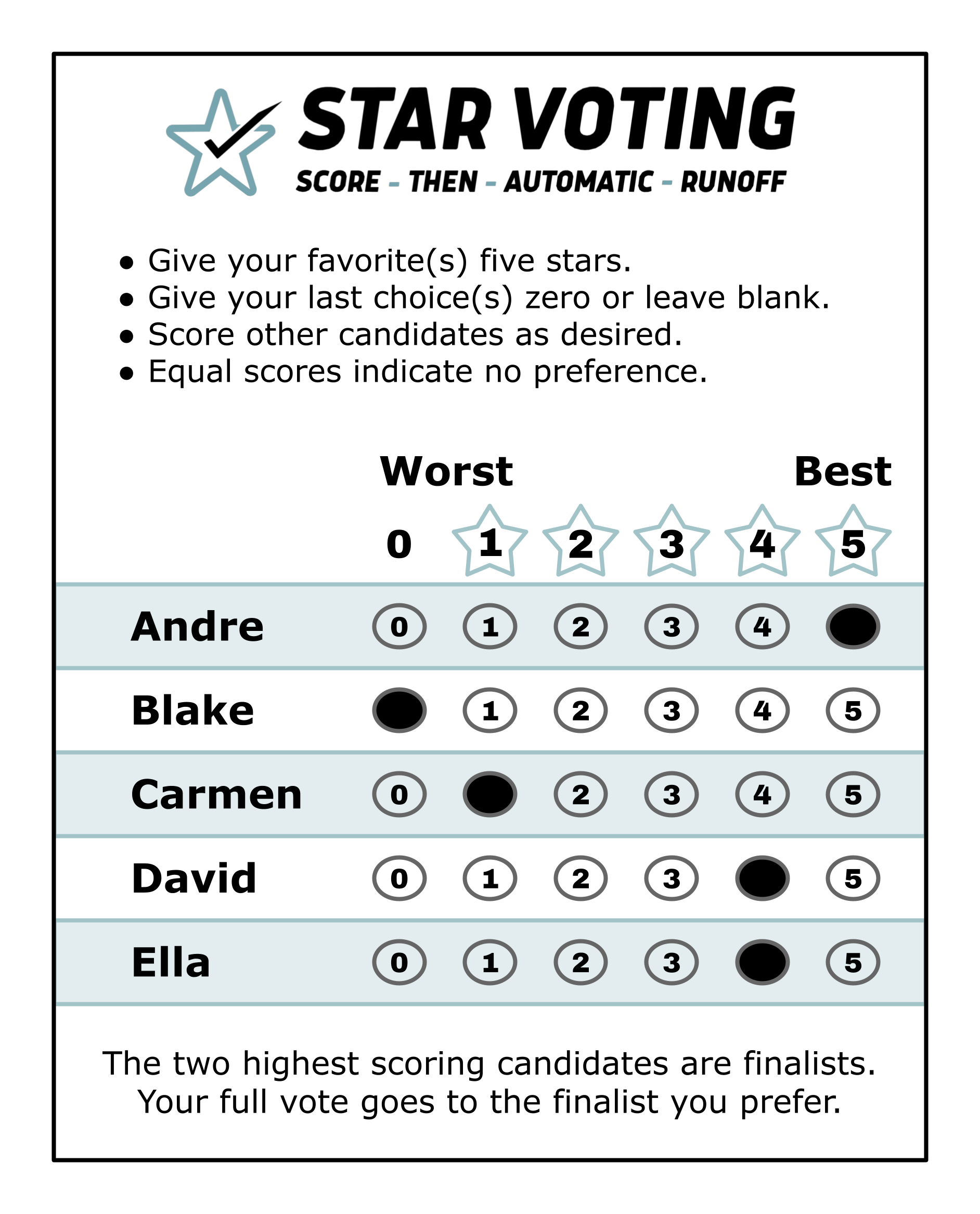
A cédula do sistema STAR, incluindo instruções recomendadas e detalhes de formatação

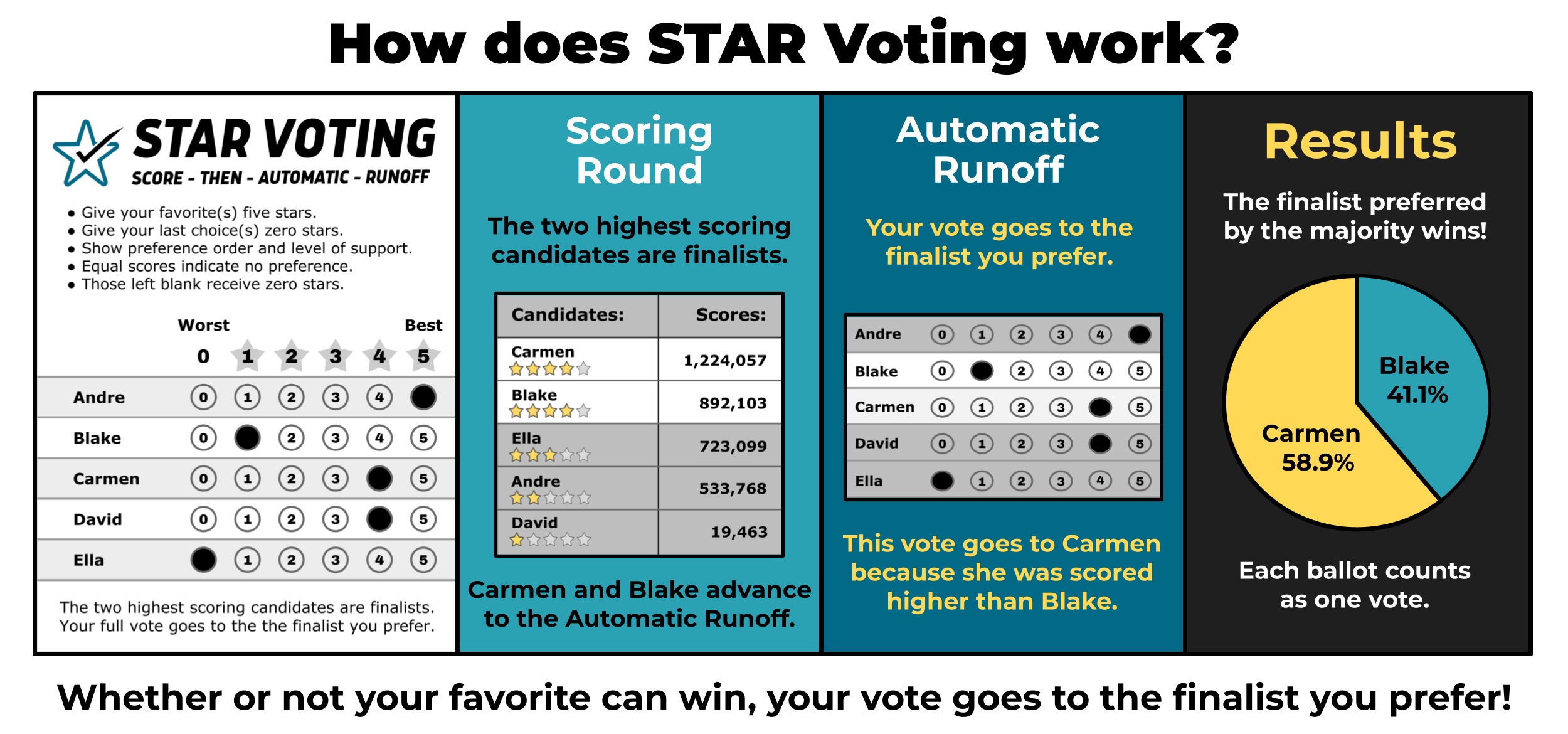
Gráfico explicando como funciona o sistema STAR

O sistema de votação STAR é um sistema eleitoral para eleições de assento único. O nome (uma alusão às classificações por estrelas) significa "Score then Automatic Runoff" (Pontuação seguida de segundo turno automático), referindo-se ao fato de que este sistema é uma combinação de votação por pontuação, para selecionar dois finalistas com as maiores pontuações totais, seguida por um "segundo turno automático" no qual o finalista que for preferido em mais cédulas vence. Ou seja, no primeiro turno soma-se as estrelas, e no segundo turno soma-se os votos. É um tipo de sistema eleitoral de votação cardinal.

## Método
No sistema STAR, os eleitores recebem uma cédula de pontuação em que cada eleitor atribui uma nota aos candidatos, de 0 a 5, sendo 0 "pior" e 5 "melhor".
As pontuações de cada candidato são somadas, e os dois candidatos com as maiores pontuações são selecionados como finalistas.
Na rodada de segundo turno automático, o finalista que recebeu uma pontuação maior em um número maior de cédulas é selecionado como o vencedor.

## Uso
O conceito foi proposto pela primeira vez em outubro de 2014 por Mark Frohnmayer e foi inicialmente chamado de score runoff voting (SRV). A etapa de desempate foi introduzida para reduzir os incentivos estratégicos na votação por pontuação comum, como a pontuação de apenas um candidato e a maximização tática. O STAR foi concebido como um híbrido entre a votação por pontuação (avaliação) e a votação por desempate instantâneo (ranqueação).
O Partido Independente de Oregon utilizou a votação STAR em sua eleição primária de 2020. O Partido Democrata de Oregon usou a votação STAR em suas eleições para delegados à convenção democrática de 2020. Em 2022, o Partido Libertário de Oregon autorizou a votação STAR para suas eleições internas a partir de 2023.
Em 2024, o conselho da cidade de Oakridge, Oregon, votou 5-1 para colocar uma medida de votação STAR na cédula de novembro. Se aprovada pelos eleitores, a medida implementaria a votação STAR nas próximas três eleições antes de realizar uma votação sobre a adoção permanente do sistema.
O primeiro movimento para implementar a votação STAR foi centrado em Oregon, nos Estados Unidos, com capítulos em Eugene, Portland, Salem, Astoria e Ashland. Em julho de 2018, os apoiadores apresentaram mais de 16 mil assinaturas para uma iniciativa de votação no Condado de Lane, Oregon, colocando a Medida 20-290 na votação de novembro de 2018. Essa medida não foi aprovada, com 47,6% dos eleitores votando a favor e 52,4% votando contra.
Em 2019, o Partido Democrata do Condado de Multnomah adotou o sistema STAR para todas as eleições internas.
Foi tentada uma iniciativa de votação em 2020 para a cidade de Eugene (na qual uma maioria de 54% havia apoiado a iniciativa do condado em 2018), bem como uma segunda tentativa no Condado de Lane, e uma iniciativa em Troutdale, Oregon. Em 27 de julho de 2020, após o Conselho Municipal de Eugene empacar em 4-4 em uma votação para referendar uma medida que permitisse o uso da votação STAR nas eleições da cidade para a cédula de novembro de 2020, a prefeita de Eugene, Lucy Vinis, deu o voto decisivo contra o referendo, o que significa que nenhuma medida de votação em Eugene seria realizada em 2020.
O Partido Independente de Oregon utilizou a votação STAR em sua eleição primária de 2020.  Partido Democrata de Oregon usou a votação STAR em suas eleições para delegados à convenção democrática de 2020. Em 2022, o Partido Libertário de Oregon autorizou a votação STAR para suas eleições internas a partir de 2023.
Em 2024, o conselho municipal de Oakridge, Oregon, votou por 5-1 para colocar uma medida de votação STAR na votação de novembro. Se aprovada pelos eleitores, a medida implementaria a votação STAR nas próximas três eleições antes de realizar uma votação sobre a adoção permanente do sistema.

## Exemplo
Suponha que o estado do Tennessee, nos Estados Unidos, esteja realizando uma eleição sobre a localização de sua capital. A população está concentrada em torno de quatro cidades principais. Todos os eleitores desejam que a capital esteja o mais perto possível deles. As opções são:
- Memphis, a maior cidade, mas distante das outras (42% dos eleitores)
- Nashville, perto do centro do estado (26% dos eleitores)
- Chattanooga, um pouco a leste (15% dos eleitores)
- Knoxville, longe a nordeste (17% dos eleitores)

As preferências dos votantes de cada região são:
| 42% dos eleitores Extremo-oeste                     | 26% dos eleitores Centro                            | 15% dos eleitores Centro-leste                      | 17% dos eleitores Extremo-leste                     |
| --------------------------------------------------- | --------------------------------------------------- | --------------------------------------------------- | --------------------------------------------------- |
| 1. Memphis 2. Nashville 3. Chattanooga 4. Knoxville | 1. Nashville 2. Chattanooga 3. Knoxville 4. Memphis | 1. Chattanooga 2. Knoxville 3. Nashville 4. Memphis | 1. Knoxville 2. Chattanooga 3. Nashville 4. Memphis |

Suponha que 100 eleitores decidiram atribuir de 0 a 5 estrelas a cada cidade, de forma que a escolha que mais gostaram recebesse 5 estrelas, a escolha que menos gostaram recebesse 0 estrelas, e as escolhas intermediárias recebessem uma quantidade proporcional à sua distância relativa.
| Eleitores de/Cidade escolhida | Memphis      | Nashville    | Chattanooga | Knoxville   | Total |
| ----------------------------- | ------------ | ------------ | ----------- | ----------- | ----- |
| Memphis                       | 210 (42 × 5) | 0 (26 × 0)   | 0 (15 × 0)  | 0 (17 × 0)  | 210   |
| Nashville                     | 84 (42 × 2)  | 130 (26 × 5) | 45 (15 × 3) | 34 (17 × 2) | 293   |
| Chattanooga                   | 42 (42 × 1)  | 52 (26 × 2)  | 75 (15 × 5) | 68 (17 × 4) | 237   |
| Knoxville                     | 0 (42 × 0)   | 26 (26 × 1)  | 45 (15 × 3) | 85 (17 × 5) | 156   |

Os dois principais favoritos são Nashville e Chattanooga. Das duas, Nashville é preferida por 68% (42+26) a 32% (15+17) dos eleitores, então Nashville, a capital na vida real, também vence no exemplo.
Para efeito de comparação, observe que o sistema eleitoral majoritário tradicional elegeria Memphis, embora a maioria dos cidadãos a considere a pior escolha, porque 42% é maior do que qualquer outra cidade. A votação por desempate instantâneo elegeria a segunda pior escolha (Knoxville), porque os candidatos centrais seriam eliminados precocemente. Sob a votação por pontuação, Nashville teria vencido, já que teve a maior pontuação no primeiro turno. Na votação por aprovação, em que cada eleitor seleciona suas duas principais cidades, Nashville também venceria devido ao impulso significativo dos moradores de Memphis. Um sistema de dois turnos teria um segundo turno entre Memphis e Nashville, onde Nashville venceria.
Neste caso específico, não há como qualquer cidade de eleitores obter um resultado melhor por meio de votação tática. No entanto, os eleitores de Chattanooga e Knoxville juntos poderiam votar estrategicamente para fazer Chattanooga vencer; enquanto os eleitores de Memphis e Nashville poderiam se defender dessa estratégia e garantir que Nashville ainda vencesse, dando estrategicamente uma classificação mais alta para Nashville e/ou classificações mais baixas para Chattanooga e Knoxville.

## Empates
Votos empatados no sistema STAR são raros, mas, como em qualquer método de votação, podem ocorrer, especialmente em eleições com poucos eleitores. Na maioria dos casos, os empates nesse sistema podem ser resolvidos consultando as cédulas para a rodada de Pontuação ou para a rodada de Segundo Turno. Empates na rodada de Pontuação são desfeitos a favor do candidato que foi preferido por mais eleitores. Empates na rodada de Segundo Turno são desfeitos a favor do candidato que recebeu uma pontuação mais alta. Empates que não podem ser resolvidos conforme descrito acima são considerados um verdadeiro empate.

## Propriedades
Ao contrário dos sistemas de votação por ranqueação, o sistema STAR permite que os eleitores expressem preferências de intensidades variadas, embora, ao contrário da votação por pontuação, não leve em conta a intensidade da preferência dos eleitores em eleições com dois candidatos.
O sistema STAR satisfaz o critério de monotonicidade, ou seja, aumentar a pontuação de um candidato nunca prejudica suas chances de vencer, e diminuí-la nunca ajuda suas chances. Também satisfaz o critério de resolubilidade (nas versões de Tideman e Woodall).
Existem vários outros critérios de sistemas de votação que não são totalmente atendidos. Isso inclui o critério da maioria, pois pode ocorrer que um candidato não chegue ao desempate, mesmo sendo a primeira preferência da maioria. Não satisfaz o critério da maioria mútua, embora quanto mais candidatos houver no conjunto da maioria mútua, maiores sejam as chances de que pelo menos um deles esteja entre os dois finalistas no desempate, caso em que um deles vencerá. Não satisfaz sempre a simetria de reversão (embora a viole apenas para exatamente três candidatos).
Além disso, viola os critérios de participação, consistência e independência de clones (onde quaisquer clones do candidato mais bem classificado podem receber quase a mesma classificação e entrar no desempate, à frente do segundo candidato mais popular que não é clone).
Não satisfaz o critério de não prejudicar posteriormente, o que significa que dar uma classificação positiva a um candidato menos preferido pode fazer com que um candidato mais preferido perca.